# Félix Moreno (político español)
Félix Moreno de la Cova (Palma del Río, Córdoba, 7 de septiembre de 1911-Sevilla, 17 de marzo de 1999) fue un político y ganadero español, que ostentó el cargo de alcalde de Sevilla entre 1966 y 1969.

## Biografía
Hijo del empresario y también ganadero Félix Moreno Ardanuy, fue doctor Ingeniero Agrónomo. A raíz de la quema y saqueo de su casa a manos de milicianos, se unió al bando sublevado y participó activamente en la guerra civil española, con el rango de alférez.
Tras la guerra fue diputado provincial por la provincia de Sevilla y ostentó numerosos puestos en diferentes organizaciones tanto privadas como públicas.
El 3 de febrero de 1966 fue nombrado alcalde de Sevilla, ciudad en la que venía relacionado desde antaño, con José María Resa Lora como primer teniente alcalde. De él cuenta Antonio Burgos que fue un adelantado a su tiempo. Se propuso modernizar la ciudad y crear una nueva Sevilla apoyada en la autopista Sevilla-Cádiz y en la zona industrial del canal Sevilla-Bonanza, cuyas obras impulsó. Aparte de dicha autopista, acometió muchos otros importantes proyectos como el Puente del Generalísimo (ahora Puente de los Remedios), el proyecto inicial del Metro de Sevilla, el Parque de los Príncipes, así como la inauguración de distintas plazas como Santa Isabel, El Cronista, Duque de Veragua o San Leandro. Además, se reorganizaron los servicios municipales, creándose el servicio de Aguas, Mercasevilla y el Patronato Municipal de la Vivienda, este último con el objetivo de enfrentarse al grave problema de la escasez de viviendas. También se continuó con la destrucción del Palacio de los Sánchez-Dalp, iniciada por su predecesor, el alcalde José Hernández Díaz, para construir en su lugar el edificio del centro comercial El Corte Inglés.
Posteriormente fue delegado provincial de Agricultura, procurador en Cortes y presidente de SACA. Además, fue presidente del Club Pineda y del Real Club de Andalucía en Sevilla.
Con motivo de sus numerosas aportaciones a la sociedad en muy diversos campos, a Félix Moreno de la Cova le fueron otorgadas la gran cruz del Mérito Militar con distintivo blanco, la gran cruz de la Orden del Mérito Civil, la gran cruz del Mérito Agrícola, la gran cruz de la Orden de Alfonso X el Sabio, y la gran cruz de Rubén Darío.